# Offemont
Offemont es una comuna francesa situada en el departamento del Territorio de Belfort, de la región de Borgoña-Franco Condado.
Los habitantes se llaman Offemontois.

## Geografía
Está ubicada al este de Belfort y forma parte de la aglomeración de esta ciudad.

## Demografía
| 857 | 1 479 | 1 981 | 2 876 | 3 456 | 4 140 | 4 213 | 3 976 | 3 369 | 3 843 |
| Para los censos de 1962 a 1999 la población legal corresponde a la población sin duplicidades (Fuente: INSEE [Consultar]) |       |       |       |       |       |       |       |       |       |